# Слово (жанр)
«Слово» — ораторський жанр церковно-релігійного й повчального змісту в Київській Русі («Слово про закон і благодать» митрополита Іларіона з першої половини XI ст.; вісім «Слів» Кирила Туровського з другої половини XII ст. та ін.), а також церковно-ораторська проза XVII ст. (наприклад, велика збірка церковних проповідей Л. Барановича «Труби словес проповідних», 1674). У Київський Русі «Слово» мало значення також поетичного сказання — поетичної повісті; найвизначніший зразок: «Слово о Полку Ігоревім» (XII ст.).
У значенні сказання «Слово» вживається і в сучасній поезії («Слово про рідну матір» М. Рильського). Іноді «Слово» вживається в значенні урочистого виступу з приводу якоїсь важливої події чи нагоди.